# Oljesanering

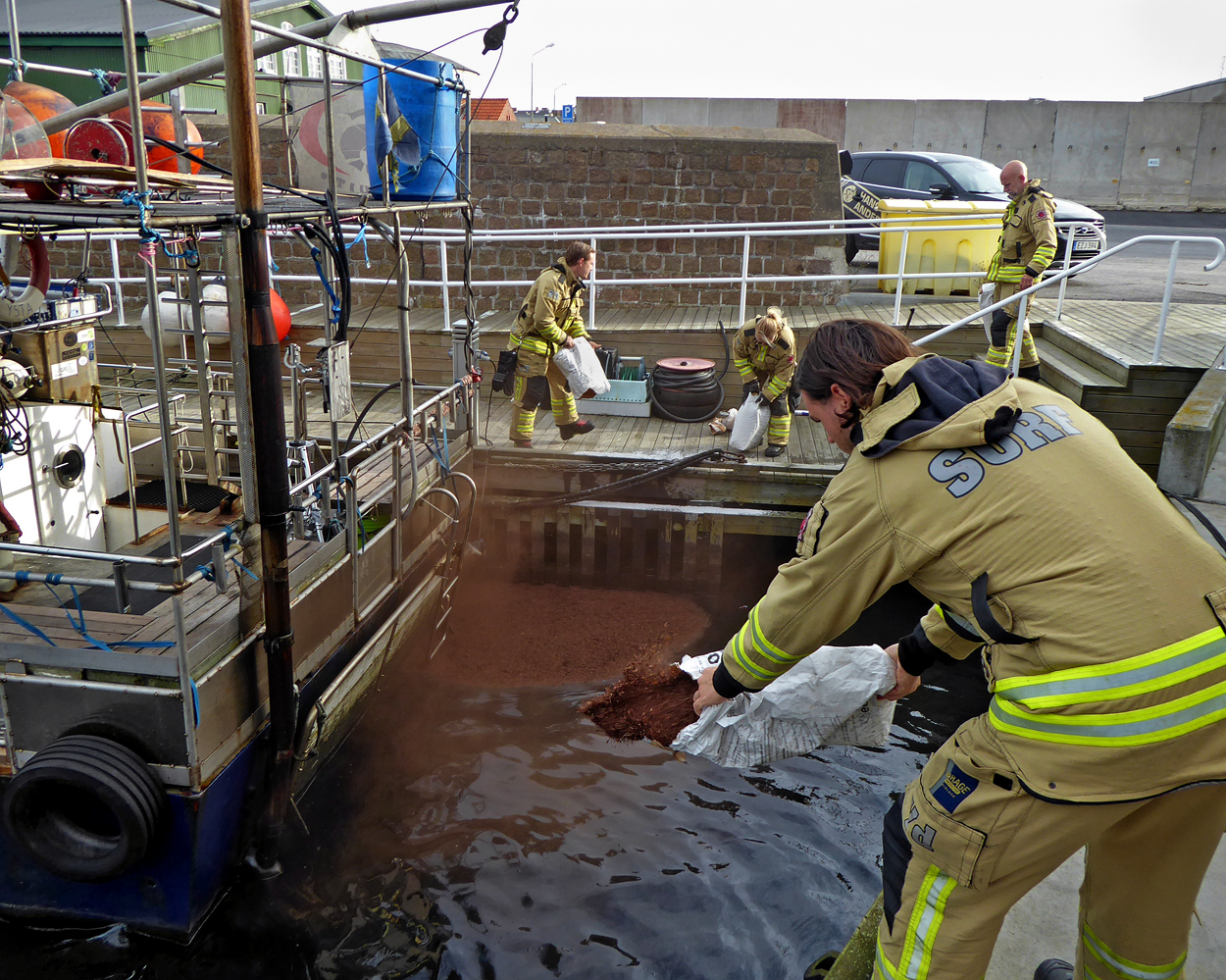
Personal från Sydöstra Skånes räddningstjänstförbund (Sörf) sanerar ett mindre oljeutsläpp med hjälp av Ecobark i Ystads småbåtshamn 13 sep 2017.

Oljesanering är återställandet av vatten och markområden som förorenats genom oljeutsläpp. Det finns en mängd olika tekniker för att sanera olja. Vilken som används beror bland annat på hur föroreningen har skett. Vid till exempel en fartygsolycka krävs stora operationer under lång tid för insamling och rengöring av allt som kommit i kontakt med oljan. 
Första åtgärden vid sanering är att försöka begränsa oljans utbredning. I vatten lägger man länsar och på land upprättar man invallningar. Man kan också begränsa oljans utbredning genom att använda olika typer av absorberingsmedel som lätt suger till sig olja. Med specialkonstruerade båtar och fordon, eller andra mekaniska anordningar, samlas sedan så mycket fri olja som möjligt in och överförs till täta förvaringsutrymmen.
Även oljeindränkt löst material samlas in på mekanisk väg och omhändertas. Nedsmutsat material bearbetas med oljelösande eller oljeemulgerande medel, ofta i kombination med vatten eller ångstrålar. Den olja som på detta sätt avlägsnas är mycket svår att samla upp, och det är viktigt att tvättmedlen har sådana egenskaper att det inte i sin tur förorenar omgivningen eller hindrar den biologiska nedbrytningen av oljan.
Även den finfördelning av oljan som sker vid tvättningen underlättar i hög grad den biologiska nedbrytningen. I vissa lägen kan oljenedbrytande mikroorganismer sprutas ut över det oljeskadade området för att påskynda den biologiska nedbrytningen. En svår uppgift vid oljesanering är att hjälpa djur, vanligtvis sjöfåglar, som blivit oljeskadade.